# Cheiracanthium aculeatum
Cheiracanthium aculeatum es una especie de araña del género Cheiracanthium, familia Cheiracanthiidae, suborden Araneomorphae. Fue descrita científicamente por Simon en 1884.

## Distribución
Se distribuye por África.